# Cha cha cha (film 2013)
Cha cha cha è un film del 2013 diretto da Marco Risi.

## Trama
A Roma l'ex poliziotto Corso, ora investigatore privato, indaga su un incidente stradale in cui è morto Tommy il figlio sedicenne di Michelle, ex-attrice e sua vecchia fiamma, che adesso ha una relazione con un potente avvocato della capitale. Corso, convinto che non si tratti di un semplice incidente, indaga mettendosi anche in contrasto con i suoi ex-colleghi poliziotti, soprattutto con Torre. Con l'aiuto di un misterioso faccendiere conosciuto come "l'Intercettatore" riuscirà a dimostrare che la morte del giovane Tommy è collegata all'omicidio di un ingegnere che avrebbe dovuto dare il via all'appalto per un centro commerciale, a cui sono interessati 'Ndrangheta e forti poteri economici, nei pressi dell'aeroporto di Fiumicino.

## Distribuzione
Il film è uscito nelle sale il 20 giugno 2013.

## Curiosità
- Il nome del protagonista, Corso, è un omaggio all'attore Corso Salani, prematuramente scomparso a 48 anni nel 2010, che aveva recitato per Marco Risi ne Il muro di gomma e in Nel continente nero.
- Questo è l'ultima opera del grande direttore della fotografia Marco Onorato, scomparso dopo una breve malattia neanche venti giorni prima dell'uscita del film.
- Il giornalista e sceneggiatore Andrea Purgatori aveva già lavorato con il regista Marco Risi ne Il muro di gomma (1991), Nel continente nero (1993) e Fortapàsc (2009).
- Il barista del film Gabriele D'amico è nella vita reale il barista del regista Marco Risi.